# Липијано (Перуђа)
Липијано је насеље у Италији у округу Перуђа, региону Умбрија.
Према процени из 2011. у насељу је живело 126 становника. Насеље се налази на надморској висини од 404 м.